# Ліси Азербайджану
Лісовий масив займає 11,8 % усієї території Азербайджану. Загальний лісовий фонд республіки становить 1213,7 тисячі гектарів, у тому числі лісовий покрив — 1213,7 тисячі гектарів. Більша частина площі лісів (85 %) розташована на Великому і Малому Кавказі, в Талиському гірському регіоні. 261 тисячі гектарів лісового фонду республіки перебуває під контролем невизнаної Нагірно-Карабахської Республіки.
Управління лісами Азербайджану здійснюється на підставі Лісового кодексу та закону «Про охорону навколишнього середовища». Всі ліси країни перебувають у державній власності і виконують водоохоронні, ґрунтозахисні і кліматорегулюючі функції.
По території Азербайджану лісу розподілені нерівномірно. Так, майже 85 % лісів знаходиться в гірській частині, а 15 % — в низинній. Схвальною покрив у гірській частині коливається від 18-40 %, а в низинних районах становить від 0,5 до 2 %.

## Історія лісового масиву

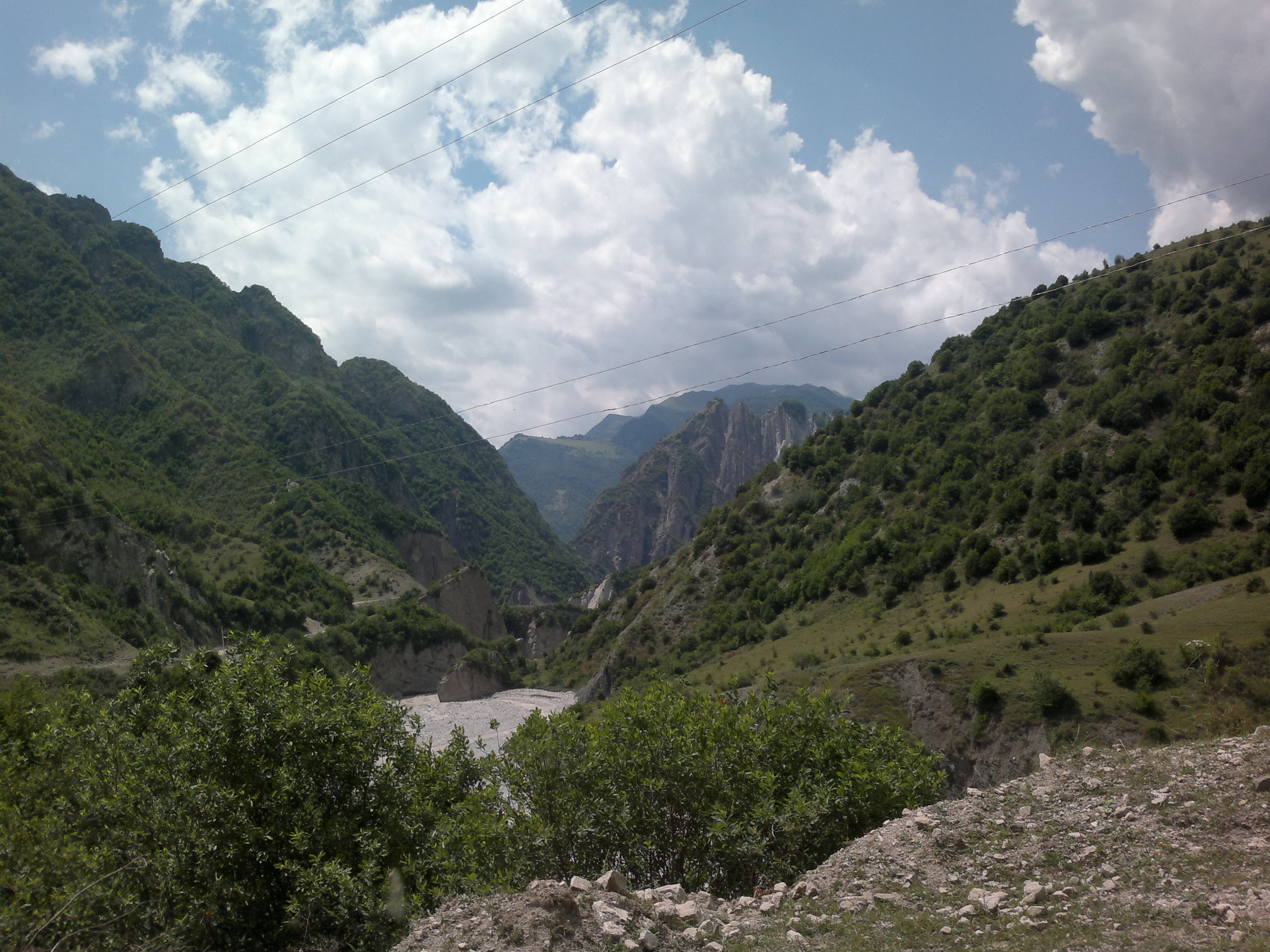
Лісовий масив в Ісмаїллінському районі Азербайджану

У XVIII-XIX століттях площа лісового масиву на території, яку займає нині Азербайджанською Республікою, становила близько 30-35 % загальної території покриття.
До 1966 року ліси в Азербайджані займали близько 11,5 % всієї площі республіки (за іншими даними близько 11 %) на низовині і в горах.
У 1997 році був прийнятий Лісовий кодекс Азербайджанської Республіки.
У 2003 році була розроблена програма про екологічно стійкому соціально-економічному розвитку і про відтворенні і збільшенні лісів. В результаті цієї програми, яка охопила п'ятирічний період, на близько 70 тис. Гектарів землі були проведені відновлювальні роботи.
2010 рік був оголошений в Азербайджані Роком екології. У зв'язку з цим, в країні були проведені великомасштабні озеленювальні роботи. Зокрема, за 2010 рік на Апшеронському півострові було висаджено близько 8 млн дерев. З них 3,5 млн було посаджено Міністерством екології та природних ресурсів, інші виконавчою владою районів, місцевих муніципалітетів та ін.
У зв'язку з офіційним відкриттям в 2011 році в Азербайджані Міжнародного року лісів представництво ООН в Баку спільно з Міністерством екології та природних ресурсів в квітні цього ж року організувало суботник в передмістях Баку, в ході якого на площі 5 гектарів було посаджено 4000 оливкових дерев.
Протягом року з боку Міністерства екології та природних ресурсів вирощується 30 млн саджанців, які використовуються в озеленювальних і лісосадивних роботах, що проводяться в Азербайджані.
До 2011 року ліси в Азербайджані займали 11,8 % всієї площі республіки.

## Лесная флора

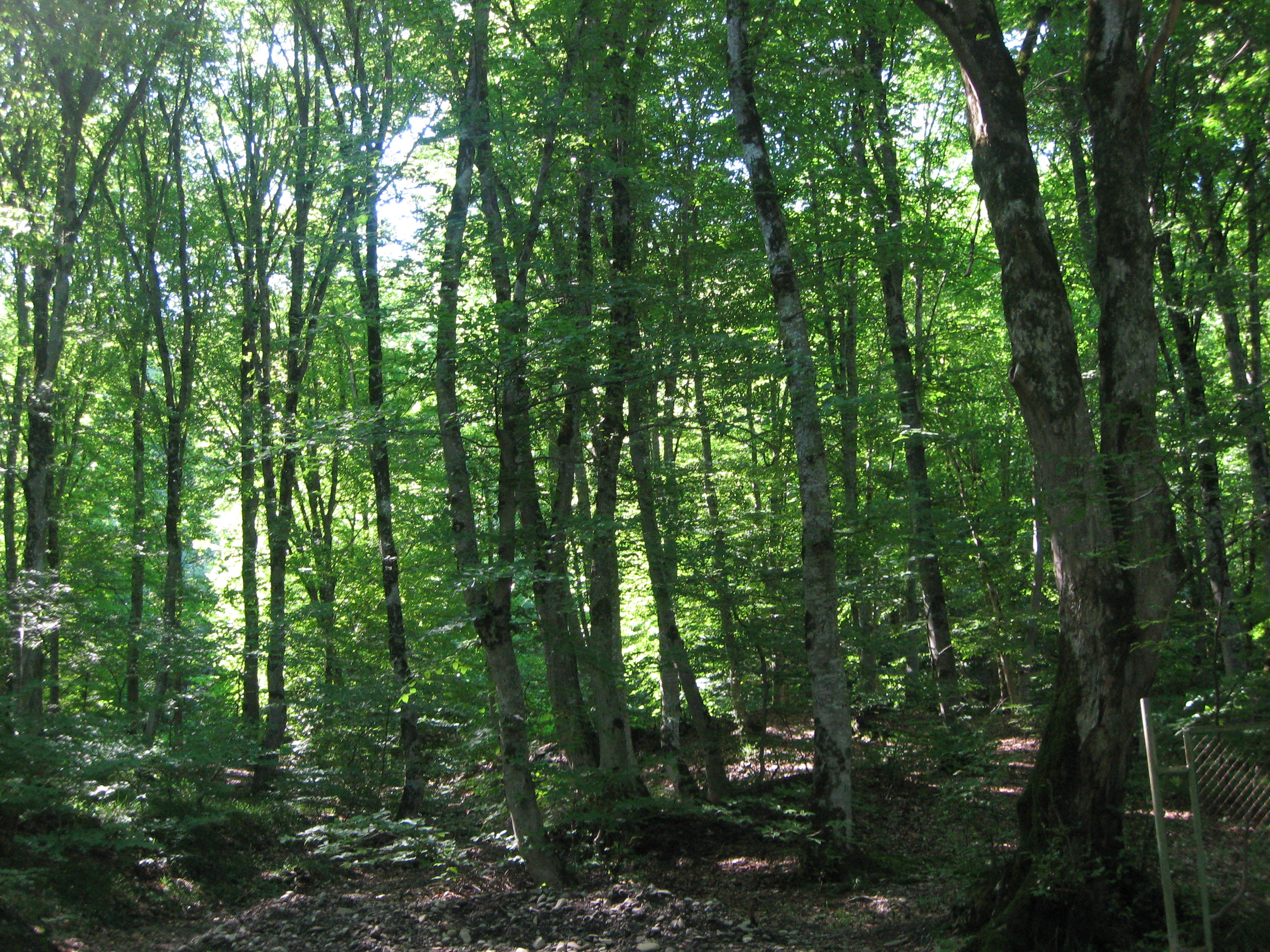
Ліси в Ґубинському районі Азербайджану

В цілому в лісах Азербайджану росте 450 видів дерев і чагарників, 150 з них — дикорослі фруктові дерева. 30 % цих фруктових дерев придатні для експлуатації.
У лісах Азербайджану виростають такі види дерев, як фісташка, звичайний і каштанолистий дуб, граб, бук, тополя, акація, каштан, горіх волоський і фундук та інші види дерев і чагарників.
У формуванні лісів в Азербайджані велику роль відіграє східний бук, що становить 32 %, бук — 24 %. Це лесообразующие породи. У азербайджанських лісах також виростають ялівець, хурма кавказька, вільха, тополя, ясен, каштан, горіх і ін.
Середній вік дерев у гірській частині становить 80-86 років, а в низинній частині — 40-60 років.

## Лісова фауна

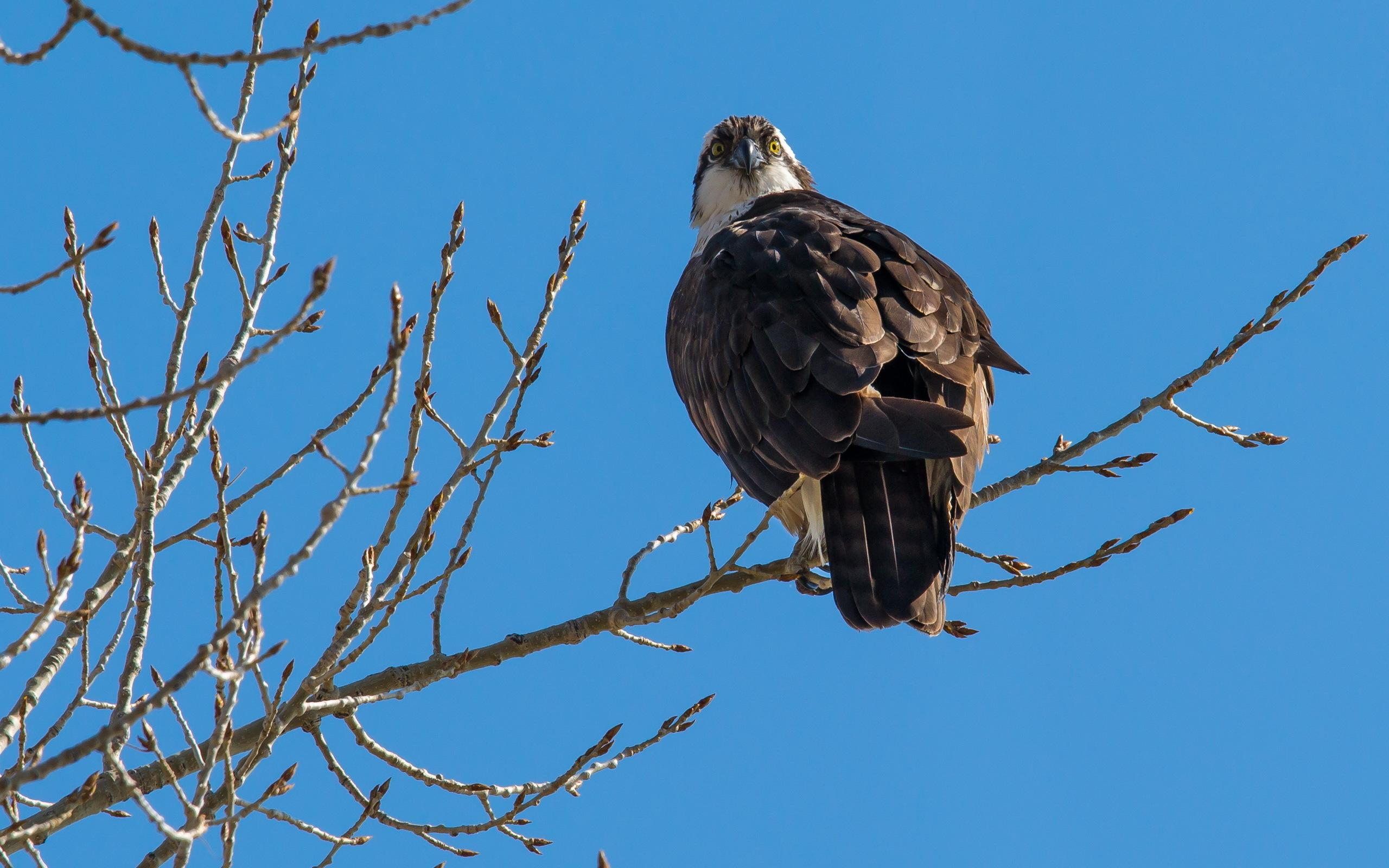
Скопа в Азербайджані

В Азербайджані саме ліси найбільш багаті біологічною різноманітністю. Тут водяться благородний олень, сарна, бурий ведмідь, вовк, єнот, лисиця, заєць, куниця, вивірка, а також пардус перський; з птахів — кавказький тетерев, зозуля, кілька видів орлів і багато інших рідкісних представників фауни.

## Проблеми

### Лісові пожежі
Задля збереження лісів в Азербайджані в 2011 році були проведені протипожежні заходи на території протяжністю 650 км. А у зв'язку з аномальними кліматичними змінами в країні в цей період були швидко локалізовані виниклі лісові пожежі. Завдяки оперативним діям шкоди лісовому фонду завдано не було.

### Незаконне вирубування лісів
Незважаючи на те, що вдалося домогтися певних позитивних результатів щодо незаконного вирубування лісів в Азербайджані, в цій області все ще залишаються проблеми. Вирубування лісів у сільській місцевості збільшується у зв'язку з браком газу. Проте висловлюється сподівання, що у зв'язку з прийнятою Державною програмою соціально-економічного становища регіонів країни незаконне вирубування дерев буде припинене.